# Glenea gabonica
Glenea gabonica là một loài bọ cánh cứng trong họ Cerambycidae.